# Rrogozhina
Rrogozhina (albanisch auch Rrogozhinë) ist eine Kleinstadt in Mittelalbanien mit 5000 Einwohnern (Volkszählung 2023). Das Städtchen liegt etwas nördlich vom Fluss Shkumbin, 23 Kilometer südöstlich von Kavaja und 22 Kilometer vom Ufer der Adria im Westen bei Bashtova entfernt. Das Shkumbintal verengt sich bei Rrogozhina, bevor der Fluss in die Myzeqe-Ebene austritt. Die Hügel nördlich, an deren Fuß die Stadt liegt, erheben sich bis zu 300 m ü. A.

## Verwaltungsgliederung
Bis 2015 war Rrogozhina eine eigenständige Gemeinde (bashkia). Dann wurde sie mit anderen Orten im Süden des Kreises Kavaja zusammengelegt. Die ehemaligen Gemeinden bilden heute die Njësitë administrative (Verwaltungseinheiten) der Bashkia Rrogozhina. Die neue Gemeinde hat 12.567 Einwohner (Volkszählung 2023). Das sind 43 % weniger als noch im Jahr 2011. In einzelnen ländlichen Gebieten ging die Bevölkerung in zwölf Jahren um mehr als die Hälfte zurück.
Neben Rrogozhina gehören die Verwaltungseinheiten Gosa und Lekaj (nordwestilch), Kryevidh (westlich gegens Meer) und Sinaballaj östlich zur Bashkia.
| Name       | Einwohner 2023 | Einwohner 2011 |
| ---------- | -------------- | -------------- |
| Gosa       | 2362           | 4120           |
| Kryevidh   | 2348           | 4662           |
| Lekaj      | 2352           | 5126           |
| Rrogozhina | 5002           | 7049           |
| Sinaballaj | 503            | 1191           |
| Total      | 12.567         | 22.148         |

## Geschichte

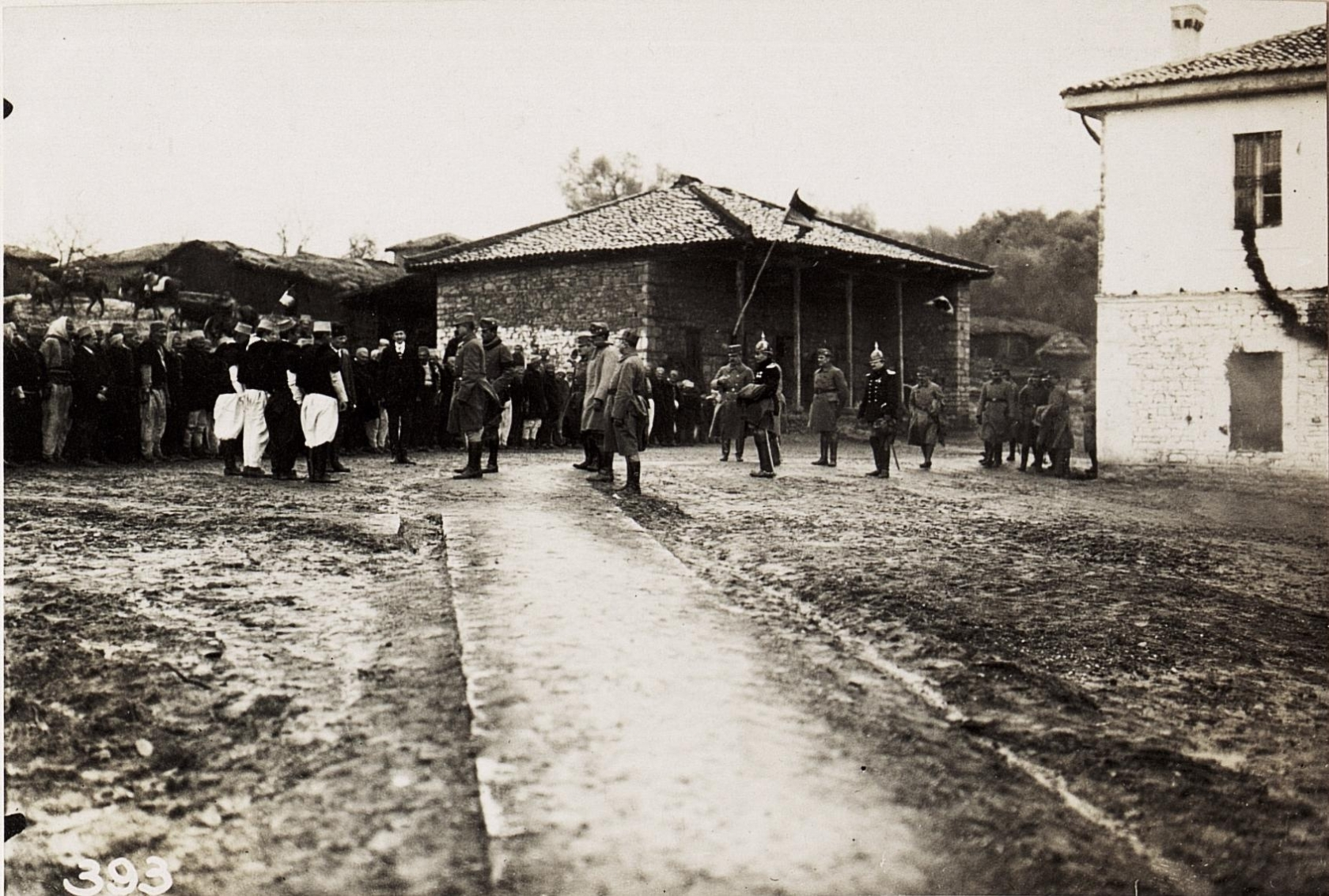
Österreichisch-ungarisches Militär im Ersten Weltkrieg in Rrogozhina

Es wird vermutet, dass sich an der Stelle von Rrogozhina in der Antike die Stadt Asparagium befand, wo im Jahr 48 v. Chr. Caesar und sein rund 15.000 Mann umfassendes Heer lagerten, bevor sie den in Durrës befindlichen Pompeius angriffen. In der Umgebung von Rrogozhina/Asparagium kamen auch die beiden Äste der Via Egnatia zusammen. Bis heute verlaufen hier wichtige Verkehrsstränge.
Im Mittelalter wurde über den nahen Stapelplatz bei der Festung Bashtova Getreide aus der Region verschifft.
Zu Zeiten des Kommunismus war Rrogozhina eine kleine Industriestadt mit Öl- und Seifenfabrik.

## Verkehr
Rrogozhina ist seit je her ein wichtiger Verkehrsknotenpunkt. Es ist wohl sinnbildlich, dass das Zentrum der Stadt in einer Schleife der Eisenbahn liegt, umgeben von hohen Bahndämmen. In Rrogozhina teilen sich die von Durrës kommenden Verkehrswege für den Straßenverkehr und der albanischen Eisenbahn nach Süden und nach Osten durchs Shkumbintal in Richtung Elbasan. Die Route nach Osten folgt der antiken Via Egnatia nach Südostalbanien und Nordmazedonien und ist Teil des Paneuropäischen Verkehrskorridor VIII. Die bei Rrogozhina befindlichen Brücken andererseits sind die wichtigsten Übergänge über den Shkumbin und verbinden Nord- und Ostalbanien mit dem Südwesten des Landes.
Seit dem Neubau der Autostraße SH4 mit einer neuen Brücke über den Shkumbin westlich der Stadt im Jahr 2000 und dem Bau der Ortsumfahrung (SH7) im Süden ist Rrogozhinas Zentrum vom Durchgangsverkehr entlastet.
Die Bahnverbindungen Durrës–Peqin und Rrogozhina–Fier weisen nur noch wenig Verkehr auf.

## Sport
Der lokale Fußballklub KS Egnatia Rrogozhina spielt seit der Saison 2021 in der ersten albanischen Spielklasse, der Kategoria Superiore (Stand 2023). Das Stadion Arena Egnatia gehört seit der Erneuerung in den Jahren 2021/22 zu den moderneren des Landes.

## Söhne und Töchter der Stadt
- Hysni Alushi (* 1963) und Enkelejda Arifi (* 1974), Sängerehepaar mit Ursprung aus der Çamëria
- Bajram Begaj (* 1967), Arzt, Generalmajor und Staatspräsident Albaniens